# Jesse Stone: Śmierć w raju
Jesse Stone: Śmierć w raju – amerykańsko kryminał z 2006 roku na podstawie powieści Roberta B. Parkera.

## Fabuła
Massachusetts, miasteczko Paradise. Na powierzchni jeziora zostaje znalezione ciało nastoletniej dziewczyny. Śledztwo prowadzi Jesse Stone, ale każda poszlaka wyklucza dowody. Stone odkrywa, że ofiara wiodła szczęśliwe życie, z którego zrezygnowała z niejasnych przyczyn. Trop prowadzi do Bostonu, ale nikt nie chce z rozmawiać ze Stone’em. W dodatku Jesse musi zmierzyć się także z przemocą w rodzinie, byłą żoną i alkoholizmem (także swoim). Kiedy okazuje się, że zabójstwo dziewczyny wiąże się z bostońskim półświatkiem, nic go nie powstrzymuje przed odnalezieniem zabójcy.

## Obsada
- Tom Selleck jako Jesse Stone
- Viola Davis jako Molly Crane
- Kohl Sudduth jako Luther Simpson
- Orla Brady jako Lilly Summers
- Gary Basaraba jako Norman Shaw
- John Diehl jako Jerry Snyder
- Debra Christofferson jako pani Snyder
- Mae Whitman jako Emily Bishop
- Matt Barr jako Hooker Royce
- Edward Edwards jako biskup
- Brendan Kelly jako Lovey Norris
- Liisa Repo-Martell jako Carole Genest
- Kerri Smith jako siostra Mary John
- Stephen McHattie jako kapitan Healy